# Albert Howard
Pour les articles homonymes, voir Howard.
Albert Howard (1873-1947) est un agronome et botaniste anglais, considéré comme l'un des pères de l'agriculture biologique (organic farming en anglais).

## Biographie
Il mena une partie de sa carrière en Inde où il put observer et apprécier les pratiques traditionnelles des paysans. Préoccupé en premier lieu par les questions de fertilité des sols en lien avec leur teneur en matière organique, il développa notamment des procédés de recueil et de compostage des matières organiques (procédé Indore, du nom de la station expérimentale où il le développa). L'un des aspects importants de sa pensée est le lien qu'il établit entre fertilité des sols, qualité des aliments et santé des populations. Il craignait notamment que l'usage d'engrais synthétiques associés aux pesticides ne nuise à terme à la fertilité des sols aussi bien qu'à la santé des populations humaines.
De retour en Angleterre, où il fut anobli pour ses travaux, il développa ses techniques et fut à l'origine de la création de la Soil Association, visant à promouvoir les pratiques d'agriculture biologique. Il a résumé sa pensée dans sa dernière œuvre : Le Testament agricole. Son œuvre a influencé et inspiré tant des agriculteurs que des agronomes qui formèrent le mouvement de l'agriculture biologique en Angleterre comme en France. L'association Nature et Progrès en France s'est créée à l'image de la Soil Association.

## Pensée

### Critique de l'institution scientifique
Agronome, Albert Howard fonde ses travaux sur les connaissances scientifiques en vigueur. Mais selon lui, la recherche scientifique, telle qu'elle est organisée, peut difficilement répondre aux problèmes pratiques auxquelles les paysans sont confrontés :
L'éloignement entre la science et la pratique « Il n'y a aucun rapport entre la parcelle de recherche et la ferme » : les conditions d'expérimentation sont trop éloignées des situations réelles pour produire des résultats applicables. Les instituts de recherche se sont structurés autour de la pratique scientifique plutôt qu'autour de la pratique agricole. La contribution de l'expérience pratique est l'exception au lieu d'être la règle.
Dans le même esprit, « les paysans se plaignent que les chercheurs sont hors de portée des besoins et contextes des fermiers » : les résultats des recherches sont rendus inaccessibles aux paysans à cause de leur langage, leur niveau de spécialisation, leur quantité. Il n'existe pas de structure pouvant leur apporter des réponses directes, pas de ferme de démonstration.
Les compétences des chercheurs sont trop spécialisées, les organisations sont trop compartimentées entre elles : même avec un important travail d'équipe, cela les amène à manquer des éléments qu'un seul chercheur de terrain aurait pu identifier. « Le filet déployé par l'équipe est souvent rempli de trous. »
La profusion des études : « Par une judicieuse sélection de ces travaux, il est possible de prouver ou d'infirmer n'importe quoi. » Pour y répondre, il est nécessaire de recourir à de fastidieuses analyses statistiques. Les résultats statistiquement significatifs sont encore davantage éloignés de la spécificité de chaque terrain.
« La recherche agricole a été employée improprement pour faire du fermier, non un meilleur producteur de nourriture, mais un bandit plus compétent » : en focalisant les recherches sur les résultats quantitatifs, elle laisse de côté des choses telles que la fertilité des sols, la qualité de la production, le bien-être animal, les relations de travail, « l'esprit de corps de la ferme comme un ensemble », qui ne peuvent pas être mesurés.
Howard doute de la nécessité d'une organisation si complexe et si coûteuse : « Les fermiers, même groupés en organisations, n'ont montré que peu de reconnaissance à la recherche et ne contribuent pas sérieusement à ses coûts. »

### Critique de l'usage des intrants minéraux
Howard souligne le regain d'intérêt pour les intrants minéraux depuis la Première Guerre mondiale. Après la guerre, les usines de fixation de l'azote atmosphérique utilisées pour l'armement se sont reconverties dans la production d'engrais. Elles ont trouvé chez les fermiers et jardiniers un marché d'autant plus réceptif que les sols ont été surexploités pendant la guerre, que la production industrielle des usines réduisait les prix et que les produits étaient fiables. L'usage s'est ainsi rapidement généralisé.
Selon Howard, cela a constitué une régression technique : alors que les travaux de Sergueï Vinogradski avait montré l'importance d'un humus vivant, que Darwin avait identifié l'importance vitale des lombrics, que la pédologie et la bactériologie des sols avaient apporté leurs contributions aux sciences agricoles, cette mutation a fait régresser la technique agricole à l'époque de Liebig et de ses disciples.
Cette évolution a conduit à l'arrivée massive de nourriture peu coûteuse, qui a « poussé n'importe où, n'importe comment ». Cette nouvelle concurrence a forcé les fermiers à abandonner l'agriculture mixte pour suivre le mouvement ou s'exiler en ville.
L'introduction des intrants artificiels s'est traduite par un accroissement continu des maladies végétales et animales, une perte de la fertilité des sols, ou leur empoisonnement progressif.

### Critique de la mutation économique de l'agriculture
Par extension de la critique de l'institution scientifique, Howard critique l'influence croissante de l'économie dans l'activité agricole :
« Les coûts sont partout la règle ; la valeur d'une expérimentation et d'une innovation est largement déterminée par la quantité de profit qui peut être extorqué de la terre Mère. La production de la ferme et de l'usine sont considérés dans la même perspective - les dividendes. L'agriculture a rejoint les rangs de l'industrie. »
Dans la continuité de ce qui précède, il déplore que la ferme soit considérée comme une usine, une entreprise commerciale. Selon lui, l'agriculture doit jouer un rôle particulier qui la distingue de l'usine : « Fournir la nourriture qui permettra à l'espèce de s'épanouir et de subsister ». C'est un bien commun comparable à l'eau, l'air, la chaleur du soleil.
Il souligne que l'approche économique adoptée se fait aux dépens de la pérennité, en transformant le capital fertilité du sol et la vitalité du bétail en possessions financières : « Dans une entreprise, de telles pratiques conduisent à la banqueroute ; dans la recherche agricole, elles mènent à une réussite temporaire. Tout va bien tant que le sol arrive à produire une culture. Mais la fertilité du sol ne dure pas éternellement ; à la fin, la terre est épuisée ; l'agriculture réelle meurt. »

### Projet de société
En conclusion de son Testament agricole, Albert Howard trace les grandes lignes d'une agriculture plus apte à répondre aux besoins des générations futures :
Il propose une réforme radicale des instituts de recherche agricole : « Les futurs travaux de recherche devront être placés entre les mains d'un petit nombre d'hommes et femmes, qui se sont constitué une véritable expérience de terrain, qui ont reçu une éducation scientifique de première classe, et qui ont acquis une aptitude particulière à l'agriculture pratique. [...] L’approche des problèmes agricoles doit se faire à partir du terrain, pas à partir du laboratoire. » Le centre de préoccupation des recherches sera la fertilité des sols.
Il propose de rééquilibrer les transferts de fertilité entre ville et campagne : selon lui, la transformation des déchets en humus est la clé de la prospérité. Les centres urbains fourniront aux fermiers leur fumier et l'humus inutilisé des décharges.
Il demande que des mesures soient prises pour protéger les territoires des opérations de la finance : « Échouer à accomplir un compromis entre les besoins du peuple et ceux de la finance peut seulement mener à la ruine des deux. »
Il appelle à un important effort de sensibilisation de la population aux liens qui existent entre un sol fertile, des cultures saines, des animaux en bonne santé et surtout des humains en bonne santé. Pour encourager cela, « les produits alimentaires devront être classés, commercialisés et distribués en fonction de la manière de laquelle le sol a été engraissé. »
Afin de renforcer cette connexion, il souhaite que, autant que possible, les communautés se nourrissent de leur propre production, sur des terres leur appartenant en propre.

## Publications
Son titre de "Sir" ne lui fut conféré qu'en 1934, ce titre n'est donc pas utilisé avant cette date, de plus il ne l'a pas toujours utilisé pour signer ses œuvres.
- Howard, Albert; Howard, Gabrielle L.C (1907), « Note on Immune Wheats », The Journal of Agricultural Science, Cambridge University Press, 2 (03): 278–280, doi:10.1017/S0021859600000575
- Howard, Albert; Howard, Gabrielle L.C.; Khan, Abdur Rahman (1910), The economic significance of natural cross-fertilization in India, India Dept. of Agriculture. Memoirs. Botanical series, vol. III, (No.6) Calcutta: Thacker, Spink & Co.; Londres, W. Thacker & Co. (Published for the Imperial Department of Agriculture in India; Calcutta). Listing at Open Library
- Howard, Albert (février 1921), "The Influence of Soil Factors on Disease Resistance", Annals of Applied Biology, 7 (4): 373–389, doi:10.1111/j.1744-7348.1921.tb05525.x
- Howard, Albert (1 January 1925), "The Effect of Grass on Trees", Proceedings of the Royal Society. Series B, Containing Papers of a Biological Character, 97 (683): 284–321, JSTOR 81054, doi:10.1098/rspb.1925.0003
- Howard, Albert; Howard, Gabrielle L.C (1929), The Development of Indian Agriculture, India of Today, vol. VIII (2nd ed.), Londres, Humphrey Milford and Oxford University Press, consulté le 9 août 2010
- Howard, Albert; Wad, Yeshwant D (1931), The Waste Products of Agriculture: Their Utilization as Humus, Oxford: Humphrey Milford & Oxford University Press, consulté le 9 août 2010
- Howard, Albert (29 février 1936), "Manufacture of Humus by the Indore Process", Nature, 137 (3461): 363–363, doi:10.1038/137363b0, consulté le 9 août 2010
- Greenwell, Bernard; Howard, Albert; Wrench, G.T. (February 1939), "Address to a Meeting of the Farmers' Club", Journal of the Farmers' Club, Discussion held at the Royal Empire Society, Craven Street, W.C.2, on Monday 30 January 1939 (Part 1)
- Howard, Albert (27 mai 1939), "Medical "Testament" on Nutrition (consultable ici), British Medical Journal, 1 (4090): 1106, doi:10.1136/bmj.1.4090.1106 (Registration to view BMJ articles is free).
- Howard, Albert (29 juillet 1939), ""Medical Testament" on Nutrition (correspondence)", British Medical Journal, 2 (4099): 251, doi:10.1136/bmj.2.4099.251
- Howard, Albert (1943), An Agricultural Testament (PDF) (consultable ici), Oxford, UK: Oxford University Press, archived (PDF) from the original on 2 July 2010, consulté le 9 août 2010 pdf per Special Rodale Press Edition, 1976.
- Howard, Albert; Howard, Louise E (1945), Farming and Gardening for Health or Disease, (Subsequently published as The Soil and Health), Londres, Faber and Faber Ltd, consulté le 9 août 2010
- Howard, Albert (1945), "Introduction (Howard on earthworms)", The Formation of Vegetable Mould through the Action of Worms with Observation on their Habits, Londres, Faber and Faber, consulté le 9 août 2010 (Howard's introduction to the 1945 publication of Charles Darwin's book, first published in 1881).
- (Mars 1947), "Harnessing the Earthworm", Organic Gardening, 10
- (Avril 1947), "Organic Campaign", Organic Gardening, 10
- (Septembre 1947), "The Animal As Our Farming Partner", Organic Gardening, 11, consulté le 9 août 2010
- (Novembre 1947), "How to Avoid a Famine of Quality", Organic Gardening, 11
- (2006. First published 1947), The Soil and Health: A Study of Organic Agriculture, University Press of Kentucky,  (ISBN 978-0-8131-9171-3), consulté le 9 août 2010 (Originally published by Faber & Faber in 1945 as Farming and Gardening for Health or Disease)